# La Izquierda (Alemania)
La Izquierda (en alemán: Die Linke; estilizado como DIE LINKE, o como DIE LiNKE. en su logotipo), conocido como el Partido de Izquierda, en alemán: Die Linkspartei, pronunciado /diː ˈlɪŋkspaʁˌtaɪ/ (escucharⓘ)) es un partido político alemán de ideología socialista democrática, creado por la fusión del Partido de la Izquierda —antes, Partido del Socialismo Democrático (PDS), heredero del SED de la RDA— y la WASG el 16 de junio de 2007. 
Los primeros presidentes del partido fueron Gesine Lötzsch, adjunta presidenta del respectivo grupo parlamentario (Linksfraktion), y Klaus Ernst, exmiembro del Partido Socialdemócrata de Alemania (SPD) y miembro fundador de la WASG. Sus actuales líderes son Ines Schwerdtner y Jan van Aken. La Izquierda se sitúa políticamente a la izquierda de todos los demás partidos representados en el Bundestag, denominando su ideología socialismo democrático. A finales de julio de 2007, contó con algo más de 70 000 miembros, de los cuales 60 000 procedían del antiguo Partido de la Izquierda, 9000 de la WASG y otros 1500 habían entrado en el partido durante los primeros días después de la fusión.
La Izquierda es uno de los partidos más votados en el este de Alemania —donde se asentaba la antigua República Democrática Alemana—, con representación en todos los parlamentos regionales. En el oeste está representada en los parlamentos de Hesse, Hamburgo y  Bremen. En 2014 y por primera vez desde la reunificación, La Izquierda pasó a gobernar un Estado, Turingia, tras ser el segundo partido más votado en las elecciones estatales de septiembre y recibir el apoyo del SPD y los Verdes.
A nivel europeo, La Izquierda está afiliada en la Izquierda Unitaria Europea y al Partido de la Izquierda Europea.

## Ideología
La Izquierda defiende un socialismo democrático, que define de una forma más radical que el SPD, rechazando el modelo capitalista de la RFA. Según el propio partido, es la única fuerza de izquierdas en el parlamento alemán.
En un congreso conjunto de los dos partidos predecesores en marzo de 2007, se aprobó un documento programático fundacional para el nuevo partido, que contiene las posiciones principales. En este documento, la Izquierda argumenta que Alemania es un país rico en el que, sin embargo, la participación en la riqueza queda restringida a causa de los procesos destructores del poder del capital altamente concentrado.
De todos modos, dentro del partido existen varias tendencias o alas, oscilando entre el comunismo y posiciones más reformistas que buscan una cooperación con las fuerzas del centro-izquierda, SPD y Los Verdes.

### Política exterior
En cuanto a política exterior, La Izquierda apoya el desarme internacional y rechaza cualquier involucración del Bundeswehr fuera de Alemania. El partido busca reemplazar a la OTAN por un sistema de seguridad colectiva que incluiría a Rusia como miembro, y considera que la política exterior alemana debería estar estrictamente comprometida con la diplomacia civil y la cooperación, en lugar de la confrontación.
La Izquierda apoya cancelar deudas a países en vías de desarrollo y aumentar la ayuda económica al desarrollo en colaboración con la ONU, la Organización Mundial del Comercio y el Banco Mundial, además de tratados bilaterales entre los países. También apoya reformar la ONU, buscando crear un equilibrio entre los países desarrollados y los países en vías de desarrollo. Además, cree que cualquier base militar estadounidense en Alemania, así como en la Unión Europea, debe ser disuelta. La Izquierda apoya el proceso de integración europeo, pero se opone a lo que ve como la política neoliberal de la Unión Europea. El partido busca la democratización de las instituciones de la UE, así como dar una mayor importancia a la ONU en la política internacional. La Izquierda se opuso tanto a la guerra de Afganistán como a la guerra de Irak, además de rechazar el Tratado de Lisboa.
El partido tiene una posición crítica en cuanto a la Guerra ruso-ucraniana. Gregor Gysi ha descrito a Rusia como "capitalista de Estado" y ha acusado a la anexión de Crimea por parte de Rusia de violar la ley internacional. 
En política exterior, La Izquierda defiende un antimilitarismo radical, rechazando todas las misiones de las Fuerzas Armadas Alemanas (Bundeswehr) en el extranjero (incluidas las misiones de paz con mandato de la ONU) y exigiendo una superación de alianzas como la OTAN.

## Historia

### Antecedentes
El principal predecesor de La Izquierda fue el Partido del Socialismo Democrático (PDS), surgido del gobernante Partido Socialista Unificado de Alemania (SED), de la RDA. En octubre de 1989, ante la creciente impopularidad, el SED sustituyó a su veterano líder, Erich Honecker, por Egon Krenz, quien inició un programa de reformas limitadas, que incluía la legalización de los grupos de oposición. También flexibilizó las restricciones de viaje entre Berlín Oriental y Occidental, lo que, inadvertidamente, condujo a la caída del Muro de Berlín. El SED abandonó su liderazgo en noviembre, y Krenz dimitió poco después. Fue sucedido por Gregor Gysi, miembro de un grupo de reformistas que apoyaban la Revolución Pacífica. Su aliado Hans Modrow, el nuevo presidente del Consejo de Ministros, se convirtió en el líder nacional de facto.
En un intento por cambiar su imagen, el partido expulsó a la mayoría de sus antiguos líderes, incluyendo a Honecker y Krenz; el nuevo gobierno negoció con grupos de la oposición y organizó elecciones libres. Para un congreso extraordinario a mediados de diciembre, el SED ya no era un partido marxista-leninista. Añadió el Partido del Socialismo Democrático a su nombre, eliminando la parte SED en febrero. El PDS se posicionó como prodemocrático, socialista y partidario de la soberanía de Alemania Oriental. El partido eligió a Modrow como su principal candidato para las elecciones generales de Alemania Oriental de 1990, pero sufrió una derrota contundente, quedando en tercer lugar con el 16,4% de los votos emitidos. El PDS fue excluido de posteriores acontecimientos políticos debido a la aversión de la oposición, ahora en el poder, que lo consideraba esencialmente vinculado al régimen comunista a pesar de su cambio de nombre.
Tras debutar con un magro 2,4% a nivel nacional en las elecciones federales alemanas de 1990, inmediatamente después de la reunificación, el PDS ganó popularidad a lo largo de la década de 1990 como partido de protesta en los estados del este. En las elecciones federales alemanas de 1998, obtuvo el 5,1% de los votos, suficiente para obtener escaños directamente sin depender de circunscripciones directas como en 1994. Para la década de 2000, era el segundo partido más grande en todas las legislaturas de los estados del este, excepto Mecklemburgo-Pomerania Occidental. A pesar de sus éxitos electorales, el PDS enfrentó conflictos internos debido a disputas ideológicas, un declive crónico de su membresía y una casi total falta de apoyo en los estados del oeste, donde reside el 85% de la población alemana. Las elecciones federales alemanas de 1994 también fueron escenario de una campaña de temor rojo por parte de la centroderecha, incluyendo la CDU/CSU y el Partido Democrático Libre (FDP), para ahuyentar una posible coalición rojiverde (SPD-PDS-Verdes). Los analistas han afirmado que dicha estrategia probablemente dio sus frutos, ya que se consideró uno de los elementos decisivos para la estrecha victoria de Kohl para la CDU/CSU-FDP. La campaña fue criticada como un claro intento de desacreditar a toda la izquierda política.

### Alianza PDS-WASG
En enero de 2005, un grupo de socialdemócratas y sindicalistas descontentos fundó Trabajo y Justicia Social – La Alternativa Electoral (WASG), un partido de izquierdas opuesto a las reformas laborales y de bienestar social de la Agenda 2010 del canciller federal Gerhard Schröder. El partido obtuvo un modesto 2,2% de los votos en las elecciones estatales de Renania del Norte-Westfalia de mayo, pero no logró obtener escaños. En las elecciones, el gobierno del SPD en el poder sufrió una derrota aplastante, lo que se interpretó ampliamente como una señal de la impopularidad del SPD federal. Posteriormente, el canciller Schröder convocó elecciones federales anticipadas para septiembre.
El WASG siguió ganando adeptos, lo que impulsó a la dirección del PDS a proponer una alianza entre ambos partidos. Con la base establecida del PDS en el este y el potencial de crecimiento del WASG en el oeste, los partidos esperaban entrar juntos en el Bundestag. Acordaron formar un pacto electoral, en el que no competirían entre sí en circunscripciones directas y crearían listas electorales conjuntas con candidatos de ambos partidos. También acordaron unirse en un solo partido en 2007. Para simbolizar la nueva relación, el PDS cambió su nombre a Partido de Izquierda.PDS (en alemán: Linkspartei.PDS). La lista conjunta se presentó bajo el nombre de La Izquierda.PDS (en alemán: Die Linke.PDS), aunque en los estados del oeste, donde el PDS era rechazado por su asociación con la RDA, el nombre "PDS" era opcional. La alianza cobró gran impulso cuando el exministro federal de Finanzas Oskar Lafontaine, quien había abandonado el SPD tras las elecciones de Renania del Norte-Westfalia, se unió al WASG en junio. Fue elegido como el principal candidato del partido para las elecciones federales y compartió la atención con Gregor Gysi del PDS.
Las encuestas de principios de verano mostraron que la lista unificada de la Izquierda obtuvo hasta un 12% de los votos, y durante un tiempo pareció posible que el partido superara a Los Verdes y al FDP y se convirtiera en el tercer partido más votado del Bundestag. Durante la campaña, el partido fue objeto de frecuentes críticas. En un evento, Oskar Lafontaine describió a los Fremdarbeiter ("trabajadores extranjeros", un término asociado al régimen nazi) como una amenaza para los trabajadores alemanes. Afirmó haberse expresado mal, pero en un artículo publicado en Die Welt, un grupo de destacados escritores alemanes lo acusó de apelar deliberadamente a los votantes xenófobos y de extrema derecha.
En las elecciones federales de 2005, La Izquierda.PDS superó fácilmente el umbral electoral, obteniendo el 8,7% de los votos y 53 escaños. Se convirtió en el cuarto partido con mayor número de votos en el Bundestag. El resultado de las elecciones no fue concluyente; entre el SPD, Los Verdes y La Izquierda.PDS, los partidos de izquierda tenían mayoría, pero el SPD se mostró reacio a cooperar con el PDS de Izquierda. El resultado fue una gran coalición entre la CDU y el SPD.

### Fundación del partido
Las negociaciones para una fusión formal del PDS y el WASG continuaron durante el año siguiente hasta que se alcanzó un acuerdo final el 27 de marzo de 2007.El nuevo partido, llamado La Izquierda (Die Linke), celebró su congreso fundacional en Berlín el 16 de junio de 2007. Lothar Bisky y Oskar Lafontaine fueron elegidos como colíderes, mientras que Gregor Gysi se convirtió en líder del grupo del partido en el Bundestag.
El partido unificado se convirtió rápidamente en una fuerza importante en Alemania occidental por primera vez. Superó con creces el umbral electoral en Bremen en 2007, y a lo largo de 2008 obtuvo escaños en Baja Sajonia, Hesse y Hamburgo. El "sistema de cinco partidos" en Alemania era ahora una realidad tanto en el oeste como en el este.
Una serie de éxitos electorales se sucedieron durante el "superaño electoral" de 2009. La Izquierda logró el 7,5% en las elecciones europeas, confirmando su duradera popularidad a nivel nacional. Se celebraron seis elecciones estatales a lo largo del año, y en cada una de ellas el partido avanzó con fuerza o consolidó sus logros anteriores. Experimentaron un repunte en Turingia y Hesse y obtuvieron escaños por primera vez en Schleswig-Holstein y Sarre. Oskar Lafontaine se presentó como el principal candidato del partido en Sarre, lo que llevó al partido a un éxito rotundo con el 21,3% de los votos. En Sajonia y Brandeburgo, el voto de La Izquierda disminuyó ligeramente, pero se mantuvo como el segundo partido más votado en ambos estados.

### Elecciones federales de 2009

Resultados de las segundas votaciones por circunscripción en las elecciones federales de 2009.

El colapso electoral del Partido Socialdemócrata en las elecciones federales del 27 de septiembre de 2009 provocó que el voto de La Izquierda se disparara hasta el 11,9%, aumentando su representación en el Bundestag de 54 a 76 escaños, casi la mitad de la del grupo parlamentario del SPD. Se convirtió en el segundo partido más popular en los estados federados del este con un 28,5%, mientras que experimentó un gran avance en el oeste con un 8,3%. Fue el partido más popular en Sajonia-Anhalt y Brandeburgo, y ganó dieciséis circunscripciones directas, la mayor cantidad de votos obtenida por un partido minoritario en la historia. No obstante, La Izquierda permaneció en la oposición.
La izquierda ganó escaños en el parlamento del estado más poblado de Alemania, Renania del Norte-Westfalia, en las elecciones de mayo de 2010. Ahora tenían escaños en trece de los dieciséis estados federados de Alemania, y solo estaban ausentes en tres estados del sur, tradicionalmente conservador.
En enero de 2010, Oskar Lafontaine anunció que, debido a su tratamiento oncológico, no se presentaría a la reelección como líder del partido en el próximo congreso. En el congreso de mayo, Lothar Bisky también optó por no presentarse a la reelección; Klaus Ernst y Gesine Lötzsch fueron elegidos como los nuevos líderes del partido.
Tan solo unas semanas después, el SPD y los Verdes invitaron a La Izquierda a apoyar a su candidato para las elecciones presidenciales de 2010, el ex Comisionado Federal para los Registros de la Stasi, Joachim Gauck. Sugirieron que esta era una oportunidad para que La Izquierda dejara atrás su pasado comunista y mostrara un apoyo incondicional a la democracia.Sin embargo, el partido se negó a apoyarlo, destacando su apoyo a la guerra en Afganistán y sus ataques contra su partido.También rechazaron al conservador Christian Wulff, favorito de la canciller Angela Merkel,y en su lugar presentaron a su propio candidato, el periodista de televisión Luc Jochimsen.El bando rojiverde reaccionó con decepción.El presidente del SPD, Sigmar Gabriel, calificó la postura de La Izquierda de "extraña y vergonzosa", afirmando que le sorprendió que declararan a Joachim Gauck su enemigo debido a su investigación sobre las injusticias cometidas en la RDA.El SPD y los Verdes esperaban que La Izquierda apoyara a Gauck en la decisiva tercera vuelta de las elecciones; Sin embargo, después de que Jochimsen se retirara, la mayoría de los delegados de la izquierda se abstuvieron.Wulff fue elegido por mayoría absoluta.
El partido quedó aislado antes de las elecciones presidenciales de marzo de 2012. El gobierno federal de la CDU/CSU-FDP invitó al SPD y a Los Verdes a acordar un candidato de consenso de todos los partidos; La Izquierda fue excluida. Los invitados finalmente aceptaron apoyar a Joachim Gauck. La Izquierda se negó nuevamente a apoyarlo.El presidente del SPD, Sigmar Gabriel, criticó una vez más al partido, alegando que albergaba "simpatía por la República Democrática Alemana".La Izquierda presentó a Beate Klarsfeld, periodista y abiertamente antifascista que había investigado a numerosos criminales de guerra nazis. Recibió el 10,2% de los votos de los delegados. Gauck fue elegido en la primera vuelta con el 80,4% de los votos.
La suerte de La Izquierda empezó a cambiar en 2011, y sufrió una serie de reveses y derrotas a lo largo de 2013, especialmente en los estados del oeste. No logró obtener escaños en Renania-Palatinado ni en Baden-Württemberg, y sufrió derrotas en Bremen, Berlín y Sarre. De forma crucial, el partido perdió sus escaños en los Landtags de Schleswig-Holstein, Renania del Norte-Westfalia y Baja Sajonia.
El 11 de abril de 2012, Gesine Lötzsch dimitió como colíder del partido, alegando las afecciones médicas de su marido. Klaus Ernst anunció posteriormente que no se presentaría a la reelección como líder en el congreso del partido de junio.Katja Kipping, quien había sido vicelíder desde 2007, fue elegida colíder con el 67,1 % de los votos. Bernd Riexinger fue elegido como el otro colíder con el 53,5 % de los votos, tras ganar por un estrecho margen a Dietmar Bartsch.

### Elecciones federales de 2013

Resultados de las segundas votaciones por circunscripción en las elecciones federales de 2013.

En las elecciones federales de 2013, La Izquierda obtuvo el 8,6% del voto nacional y 64 escaños, un descenso con respecto a 2009. Sin embargo, debido al colapso del FDP, pasó al tercer puesto. Tras la formación de una segunda gran coalición entre la CDU y el SPD, La Izquierda se convirtió en el principal partido de la oposición.
El partido conservó sus escaños por un estrecho margen en las elecciones estatales de Hesse, celebradas el mismo día que las federales. La Izquierda sufrió una importante derrota en Brandeburgo en 2014, perdiendo un tercio de sus votos y cayendo al tercer puesto. No obstante, continuó como socio menor del SPD.
Las elecciones estatales de Turingia de 2014 fueron el mayor éxito del partido hasta la fecha, logrando no solo su mejor resultado en las elecciones estatales (28,2%), sino también la formación de la primera coalición liderada por uno de sus miembros. El partido logró negociar una coalición rojo-rojo-verde con el SPD y Los Verdes, y Bodo Ramelow fue elegido ministro presidente por el Landtag de Turingia, convirtiéndose en el primer miembro del partido en ejercer como jefe de gobierno de un estado alemán.
La izquierda logró avances modestos en las ciudades-estado de Hamburgo y Bremen en 2015. Sufrieron una derrota en Sajonia-Anhalt similar a la sufrida en Brandeburgo dieciocho meses antes, cayendo al tercer puesto y perdiendo un tercio de su voto. En septiembre, La Izquierda se incorporó al gobierno en Berlín tras las elecciones estatales de 2016 como el segundo mayor miembro de una coalición con el SPD y Los Verdes.

### Elecciones federales de 2017

Resultados de las segundas votaciones por circunscripción en las elecciones federales de 2017.

En las elecciones federales de 2017, La Izquierda cayó al quinto puesto debido al regreso del FDP al cuarto puesto y al ascenso de AfD al tercer puesto. El partido sufrió pérdidas sustanciales en su tradicional bastión del este, pero obtuvo un avance neto a nivel nacional gracias a una mejora en los estados del oeste, alcanzando el 9,2 % de los votos (un aumento de 0,6 puntos).
A lo largo de 2017, no lograron recuperarse en los Landtags de Schleswig-Holstein, Renania del Norte-Westfalia y Baja Sajonia, a pesar de haber logrado avances en los tres estados. El lento declive del partido en Sarre continuó, obteniendo un 12,8 % en marzo. En 2018, defendieron sus escaños en Hesse. Kipping y Riexinger fueron reelegidos por tercera vez en el congreso del partido de 2018, con un 64,5 % y un 73,8 % respectivamente.
La Izquierda obtuvo resultados dispares en 2019. En las elecciones europeas, descendió al 5,5%, el peor resultado en unas elecciones nacionales desde su formación. En las elecciones estatales de Bremen, celebradas ese mismo día, el partido logró ligeros avances y se unió por primera vez a un gobierno estatal occidental en una coalición liderada por el SPD y Los Verdes. La Izquierda sufrió importantes pérdidas en las elecciones estatales de Brandeburgo y Sajonia, celebradas el 1 de septiembre, perdiendo casi la mitad de su voto en cada una, y abandonó el gobierno de Brandeburgo, en el que había participado desde 2009.
En las elecciones estatales de Turingia de 2019, Ramelow lideró al partido hacia su mejor resultado histórico, con un 31,0% de los votos y convirtiéndose por primera vez en el partido con mayor representación en una legislatura estatal, aunque su gobierno rojiverde perdió la mayoría. En febrero de 2020, Thomas Kemmerich, del FDP, fue elegido ministro-presidente con el apoyo de AfD y la CDU, pero dimitió inmediatamente debido a la indignación generalizada. Tras una prolongada crisis de gobierno, Ramelow fue reelegido para un segundo mandato al frente de un gobierno minoritario.
En agosto de 2020, Kipping y Riexinger anunciaron que dejarían sus cargos de copresidentes de acuerdo con las regulaciones del partido que establecen que ningún cargo debe ser ocupado por la misma persona durante más de ocho años. Se programó un congreso del partido del 30 de octubre al 1 de noviembre de 2020, pero se canceló el 27 de octubre debido al empeoramiento de la pandemia de COVID-19 en Alemania;en su lugar, el partido celebró un congreso completamente digital los días 26 y 27 de febrero de 2021.La líder parlamentaria de Hesse, Janine Wissler, y la líder de la rama de Turingia, Susanne Hennig-Wellsow, fueron elegidas copresidentas el 27 de febrero, obteniendo el 84% y el 71% de los votos emitidos, respectivamente.

### Elecciones federales de 2021

Resultados de las segundas votaciones por circunscripción en las elecciones federales de 2021.

Durante las elecciones federales alemanas de 2021, La Izquierda estaba ansiosa por convertirse en socio de un gobierno de coalición con el SPD y los Verdes.Mientras la CDU/CSU se desplomaba en las encuestas y el SPD subía, el último mes de la campaña vio al gobierno conservador involucrarse en una campaña de miedo rojo contra La Izquierda y la perspectiva de una coalición rojo-rojo-verde,utilizando la provocación de la oposición y el alarmismo sobre el extremismo;a pesar de que el partido había elegido un nuevo liderazgo moderado y presentado un programa observablemente más moderado que el de elecciones anteriores. Se produjo una fuga de capitales a Suiza debido al temor a un aumento de impuestos para los ricos a través de un impuesto de sucesiones más alto y un impuesto al patrimonio.
La Izquierda obtuvo el 4,9% de los votos y 39 escaños en las elecciones federales del 26 de septiembre, su peor resultado desde su fundación oficial en 2007, quedando a punto de superar el umbral del 5%. No obstante, el partido tenía derecho a una representación proporcional plena, ya que ganó tres circunscripciones directas: dos en Berlín y una en Leipzig. Esto supuso una pérdida neta de 4,3 puntos porcentuales de voto y 30 escaños en total. Cabe destacar que la vicepresidenta del Bundestag, Petra Pau, fue derrotada en su circunscripción directa de Berlín-Marzahn-Hellersdorf. Debido al pobre desempeño de La Izquierda, una coalición de izquierdas se quedó a pocos escaños de la mayoría en el Bundestag.
Las ecciones estatales en Berlín y Mecklemburgo-Pomerania Occidental se celebraron el mismo día. La Izquierda sufrió pérdidas menores en ambos estados, pero aun así se unió a gobiernos de coalición en cada uno. En Berlín, se unió a una coalición renovada con el SPD y Los Verdes.En Mecklemburgo-Pomerania Occidental, reemplazaron a la CDU como socio menor del SPD.
Tras las elecciones federales, La Izquierda sufrió conflictos internos y su éxito continuó decayendo. Un duro golpe llegó en las elecciones estatales del Sarre de marzo de 2022, cuando el partido perdió todos sus escaños en medio de un conflicto entre la dirección estatal y Oskar Lafontaine, quien se negó a presentarse de nuevo y abandonó el partido poco antes de las elecciones.Además, surgieron denuncias de sexismo y abusos dentro de la sección de Hesse, incluyendo acusaciones que implicaban a Janine Wissler. En abril, Susanne Hennig-Wellsow dimitió como colíder, alegando los recientes problemas del partido y su deseo de pasar más tiempo con la familia. Se produjeron nuevas derrotas en las elecciones estatales de Schleswig-Holstein y Renania del Norte-Westfalia en mayo.

### 2022–2025: luchas internas y división del partido
La invasión rusa de Ucrania en 2022 puso de manifiesto las divisiones internas del partido. La dirección y la mayoría adoptaron una postura firmemente proucraniana, mientras que la facción en torno a Sahra Wagenknecht se opuso a las sanciones contra Rusia.En el congreso del partido celebrado en junio, la actual presidenta Janine Wissler fue reelegida como líder, mientras que el copresidente del grupo La Izquierda en el Parlamento Europeo (GUE/NGL), Martin Schirdewan, fue elegido sucesor de Hennig-Wellsow. Ambos se enfrentaron a candidatos afines a la facción de Wagenknecht, obteniendo mayorías del 57 % y el 61 % de los votos, respectivamente.
Durante un discurso ante el Bundestag en septiembre, Wagenknecht atacó al gobierno federal por lanzar lo que denominó "una guerra económica sin precedentes contra nuestro principal proveedor de energía" y exigió el fin de las sanciones contra Rusia. El discurso fue boicoteado por la mitad de los diputados de La Izquierda y provocó numerosas peticiones de dimisión por parte de sus colegas. Se informó que cientos de miembros abandonaron el partido debido a la disputa, incluido el destacado exdiputado del Bundestag Fabio De Masi. Die Tageszeitung informó que los partidarios de Wagenknecht habían comenzado a planear un partido escindido para competir en las elecciones europeas de 2024.
En las elecciones estatales de Berlín de 2023, La Izquierda perdió dos escaños en el Abgeordnetenhaus de Berlín; además, en las elecciones estatales de Bremen de 2023, conservaron sus 10 escaños en la Bürgerschaft de Bremen.En las elecciones estatales de Hesse de 2023, La Izquierda fue eliminada después de lograr el 3,1% de los votos, perdiendo así sus 9 escaños por no alcanzar el umbral del 5% necesario para la representación.
En octubre de 2023, Wagenknecht y otros nueve miembros del Bundestag, incluyendo a la colíder de facción Amira Mohamed Ali y al exlíder federal Klaus Ernst, anunciaron su intención de abandonar La Izquierda y fundar un nuevo partido, la Alianza Sahra Wagenknecht. Esto dejó a La Izquierda por debajo del número mínimo de miembros requerido para mantener una facción oficial en el Bundestag, y se disolvió preventivamente el 6 de diciembre.En febrero se reorganizó como un grupo con estatus reducido. El exlíder de facción Dietmar Bartsch declinó presentarse de nuevo.Heidi Reichinnek y Sören Pellmann, quienes previamente se presentaron contra Wissler y Schirdewan por el liderazgo federal, anunciaron su intención de competir contra el dúo pro-liderazgo de Clara Bünger y Ates Gürpinar. En la primera vuelta, Reichinnek derrotó a Bünger por 14 votos a 13; Gürpinar se retiró a favor de Bünger en la segunda votación, pero fue derrotada nuevamente por Pellmann, nuevam7ente por 14 a 13.
La Izquierda sufrió su peor resultado histórico en unas elecciones nacionales en las elecciones europeas de 2024, celebradas en junio, obteniendo solo el 2,7% de los votos y tres escaños. Wissler y Schirdewan anunciaron al mes siguiente que no se presentarían a la reelección en el próximo congreso del partido.
En septiembre, el partido sufrió importantes derrotas en las elecciones estatales de Brandeburgo, Sajonia y Turingia. Quedó en cuarto lugar en Turingia con un 13%, mientras que en Brandeburgo y Sajonia cayó por debajo del 5%, conservando sus escaños por un estrecho margen en este último estado. El BSW, en cambio, tuvo un sólido desempeño y se ubicó tercero en ambos estados.En octubre, el congreso del partido eligió a Ines Schwerdtner y Jan van Aken como nuevos colíderes con una oposición mínima.

### Elecciones federales de 2025

Resultados de las segundas votaciones por circunscripción en las elecciones federales de 2025.

Para cuando se convocaron las elecciones federales anticipadas en diciembre de 2024, La Izquierda contaba con alrededor del 3% de los votos en las encuestas y no se esperaba que volviera al Bundestag. El partido nominó a Jan van Aken y Heidi Reichinnek como candidatos principales para la campaña. Ante su bajo rendimiento en las encuestas, también promovió a un trío de candidatos para las circunscripciones directas: Gregor Gysi, Bodo Ramelow y Dietmar Bartsch, con el objetivo de superar el umbral electoral del 5%. Esta iniciativa se denominó Misión Silberlocke ("rizos plateados") en referencia a su edad.
La Izquierda experimentó un aumento inesperado de apoyo durante la campaña, alcanzando el 6-7% una semana antes de las elecciones. A finales de enero, Heidi Reichinnek pronunció un discurso en el Bundestag condenando enérgicamente la colaboración legislativa del líder de la CDU, Friedrich Merz, con Alternativa para Alemania. Este discurso se viralizó posteriormente en redes sociales.A esto le siguió un aumento de popularidad y afiliación al partido, especialmente entre mujeres y jóvenes. Las encuestas sugerían que podría convertirse en el partido más popular entre los votantes de 18 a 24 años. Las apariciones y discursos de campaña de Reichinnek aumentaron en asistencia, y los medios la calificaron de "estrella de las redes sociales".La férrea oposición del partido a la AfD, las políticas de vivienda e impuestos, la actitud proinmigrante y la desilusión con los demás partidos de izquierda se citaron como posibles puntos fuertes de la campaña.El contraste entre La Izquierda y el BSW ha sido debatido en los medios.
En las elecciones del 23 de febrero de 2025, La Izquierda obtuvo el 8,8 % de los votos y 64 escaños, su mejor resultado desde 2017. El partido ganó seis circunscripciones directas, incluyendo las de Gregor Gysi, Sören Pellmann y Bodo Ramelow, así como tres nuevas en Berlín: Ines Schwerdtner en Lichtenberg, Pascal Meiser en Friedrichshain-Kreuzberg y Ferat Koçak en Neukölln. Esta última victoria marcó la primera vez que La Izquierda ganaba una circunscripción en el antiguo Oeste. Las encuestas a pie de urna indicaron que La Izquierda fue el partido más popular entre los votantes de 18 a 24 años, con un 25 % de este grupo, y un 16 % entre los votantes de 25 a 34 años. El partido ganó principalmente entre los votantes de Los Verdes y el SPD, así como entre los de partidos minoritarios y los no votantes, mientras que perdió un número menor de votos frente al BSW.

## Situación actual

### Presencia en los estados federados

Representación de La Izquierda en los parlamentos regionales.

|  | 3.6 % |

|  | 1.5 % |

|  | 12.2 % |

|  | 3.0 % |

|  | 10.9 % |

|  | 11.2 % |

|  | 3.1 % |

|  | 3.0 % |

|  | 9.9 % |

|  | 2.1 % |

|  | 2.5 % |

|  | 2.6 % |

|  | 4.5 % |

|  | 11.0 % |

|  | 1.7 % |

|  | 13.0 % |

## Corrientes internas
La Izquierda tiene un gran número de corrientes internas, más habitualmente denominadas como plataformas o foros. 
- La Izquierda Anticapitalista (Antikapitalistische Linke) representa a aquellos críticos con la participación en gobiernos de coalición que gestionen políticas neoliberales. Creen que la participación gubernamental debe depender de una serie de criterios mínimos (que incluyen el no a las privatizaciones, a la implicación en cualquier guerra imperialista y ningún recorte en el gasto social). Se orienta hacia situar al partido firmemente en contra de cualquier forma de capitalismo. Los representantes más significativos de este grupo son Sahra Wagenknecht, Tobias Pflüger, Cornelio Hirsch y Ulla Jelpke.

- La Plataforma Comunista (Kommunistische Plattform, KPF) fue formada originalmente como tendencia del PDS. Es menos crítica con la RDA que otras corrientes, y se nutre de posiciones marxistas ortodoxas. Un "objetivo estratégico” de la KPF es “crear una nueva sociedad socialista, basándose en las experiencias positivas del socialismo real y aprendiendo de sus errores”. Su líder original fue Sahra Wagenknecht, miembro del Comité Nacional. La Plataforma tenía alrededor de 850 miembros en 2007, según la Oficina Federal de Protección de la Constitución, agencia de inteligencia de Alemania, un 1 % de la militancia total del partido.

- La Izquierda Socialista (Sozialistische Linke) fue formada en agosto de 2006 e incluye a keynesianos de izquierda y comunistas reformistas. El grupo busca orientar al partido principalmente al movimiento obrero. Muchos de sus dirigentes eran antiguos militantes de la WASG. Simpatiza con el Partido Socialista holandés y con el italiano Partido de la Refundación Comunista.

- La Izquierda Emancipatoria (Emanzipatorische Linke, Ema. Li.) es una corriente que se basa en principios socialistas libertarios. Lucha por una sociedad descentralizada y apoya a los movimientos sociales. Sus portavoces son Julia Bonk (diputada regional en Sajonia) y Christoph Spehr, portavoz del partido en Bremen. Otros representantes son la actual copresidenta Katja Kipping y Caren Lay.

- La Red de Izquierda Reformista (Netzwerk Reformlinke) fue formada originalmente en 2003 como tendencia del PDS. Promueve posiciones socialdemócratas y apoya la cooperación con el Partido Socialdemócrata y Alianza 90/Los Verdes. Una militante destacada de este agrupamiento es Petra Pau.

- El Foro Socialismo Democrático (Forum Demokratischer Sozialismus) es una corriente socialdemócrata que proviene del PDS. Apoya la participación en gobiernos de coalición e ideológicamente está cercana a la Red de Izquierda Reformista.

Además de las principales plataformas, un gran número de grupos de la extrema izquierda se han alineado con La Izquierda y con sus predecesores (PDS y WASG), como Giro a la Izquierda (Linksruck), actualmente denominado Marx21, sección alemana de la Tendencia Socialista Internacional trotskista. Algunos miembros de Alternativa Socialista (Sozialistische Alternative) (partido trotskista, sección alemana del Comité por una Internacional de los Trabajadores) han intentado unirse, pero la petición hecha por su líder, Lucy Redler, fue rechazada, tras presentarse en Berlín a las elecciones de forma separada, encabezando la sección berlinesa de WASG. Otros grupos izquierdistas, como el Partido Comunista Alemán (DKP) y el Partido Marxista-Leninista de Alemania (MLPD) han formado alianzas locales con el partido, pero aún no han decidido su integración.

## Membresía y electorado
Según estudios periódicos de la Universidad Libre de Berlín, en 2021 la militancia de La Izquierda estaba compuesta por un 17% de obreros y un 32% de empleados administrativos, similar al SPD, mientras que el 35% eran funcionarios y el 10% autónomos. El 51% de los miembros del partido poseían un título académico y el 33% estaban organizados en sindicatos.Antes de la fusión con el WASG, la base electoral del PDS representaba una muestra representativa de la población, con cierta preferencia por los votantes con mayor nivel educativo. Desde la fusión, La Izquierda ha ganado mayor apoyo entre los votantes de clase trabajadora y de bajos recursos, quienes constituían el núcleo del apoyo del WASG.
Desde mediados de la década de 2010, el partido ha ganado una popularidad significativa entre los jóvenes. Antes de la fusión, el PDS tenía, con diferencia, la mayor proporción de afiliados mayores de 60 años de cualquier partido, con un 68%, y la menor proporción de afiliados menores de 30 años, con tan solo un 4%. Para 2021, estas cifras habían disminuido y aumentado, respectivamente, al 40% y al 23%. La Izquierda ahora está empatada con el FDP en la proporción de afiliados menores de 30 años.Dos tercios de los afiliados que se afiliaron al partido entre 2016 y 2018 eran menores de 35 años. En las elecciones federales de 2021, La Izquierda fue el doble de popular entre los votantes menores de 25 años que entre los mayores de 70.
El PDS heredó 170.000 miembros del SED en 1990, pero sufrió un declive constante desde entonces hasta su fusión con el WASG. Al momento de su formación, La Izquierda contaba con 71.000 miembros, de los cuales 11.500 pertenecían al WASG. Durante los dos años siguientes, el partido creció, alcanzando un máximo de 78.000 en 2009, momento a partir del cual comenzó a declinar. En 2016, el partido contaba con 59.000 miembros. Esta tendencia se revirtió temporalmente tras las elecciones federales de 2017, y el partido ganó varios miles de nuevos miembros, alcanzando un total de 62.300 en 2019;sin embargo, la membresía se redujo nuevamente a 60.350 en diciembre de 2020.
A finales de 2023, la afiliación había descendido a 50.000. La secesión del ala Wagenknecht provocó nuevas pérdidas. Sin embargo, también desencadenó una afluencia de nuevos miembros: Tagesschau informó en julio de 2024 que 7.500 nuevas incorporaciones habían compensado las pérdidas, elevando el total a 52.000. También observaron un relevo generacional en la composición del partido: una cuarta parte de sus afiliados se había afiliado en los dos años anteriores, y esta cohorte estaba compuesta de forma desproporcionada por jóvenes, estudiantes y residentes de grandes ciudades.Para la conferencia nacional del partido, celebrada el 18 de enero de 2025, el partido contaba con 60.060 afiliados. Obtuvieron nuevos avances rápidos durante la campaña electoral posterior: tras la aceptación por parte de la CDU del apoyo de la AfD a sus proyectos de ley de inmigración, La Izquierda informó el 3 de febrero de un total de 71.277 afiliados, la cifra más alta desde 2010.Para el 11 de febrero habían superado su máximo histórico con 81.200 miembros.Poco después de la elección, el Frankfurter Rundschau informó que el partido había superado los 100.000 miembros.

## Presidentes
- 2007-2010: Lothar Bisky y Oskar Lafontaine
- 2010-2012: Klaus Ernst y Gesine Lötzsch
- 2012-2021: Katja Kipping y Bernd Riexinger
- 2021-2022: Susanne Hennig-Wellsow y Janine Wissler
- 2022: Janine Wissler
- 2022-2024: Janine Wissler y Martin Schirdewan
- Desde 2024: Ines Schwerdtner y Jan van Aken

## Resultados electorales

### Elecciones federales
| Año  | votos directos | votos por lista | % por lista | Escaños | +/− |
| ---- | -------------- | --------------- | ----------- | ------- | --- |
| 2009 | 4,791,124      | 5,155,933       | 11.9 (#4)   | 76/622  | 22  |
| 2013 | 3,585,178      | 3,755,699       | 8.6 (#3)    | 64/631  | 12  |
| 2017 | 3.966.637      | 4.297.270       | 9.2 (#5)    | 69/709  | 5   |
| 2021 | 2.307.536      | 2.270.906       | 4.9 (#6)    | 39/736  | 30  |
| 2025 | 3.932.584      | 4.355.382       | 8.8 (#5)    | 64/630  | 25  |

### Elecciones al Parlamento Europeo
| Año  | votos     | %        | Escaños | +/− |
| ---- | --------- | -------- | ------- | --- |
| 2009 | 1,968,325 | 7.5 (#5) | 8/99    | 1   |
| 2014 | 2,167,641 | 7.4 (#4) | 7/96    | 1   |
| 2019 | 2,056,010 | 5.5 (#5) | 5/96    | 2   |
| 2024 | 1.091.586 | 2,7 (#7) | 3/96    | 2   |